# Route nationale 482
Pour les articles homonymes, voir Route 482.
La route nationale 482, ou RN 482, est une ancienne route nationale française reliant Roanne à Digoin.
À la suite de la réforme de 1972, elle a été déclassée en RD 482 dans la Loire et en RD 982 en Saône-et-Loire.

## Ancien tracé de Roanne à Digoin
- Roanne (km 0)
- Vougy (km 8)
- Pouilly-sous-Charlieu (km 13)
- Iguerande (km 20)
- Saint-Martin-du-Lac (km 27)
- Marcigny (km 30)
- Montceaux-l'Étoile (km 38)
- Saint-Yan (km 46)
- Saint-Germain-des-Rives, commune de Varenne-Saint-Germain (km 48)
- Digoin (km 54)

## Projet
À la fin des années 2000, un projet de passer cet axe à 2×2 voies a été lancé. Elle devait permettre de relier la Route Nationale 7 au Sud de Roanne à la RCEA par une voie express en grande partie sur tracé neuf. Ce projet bénéficiait de nombreux soutiens d'élus locaux (Roanne, Lyon, Saint-Étienne, Chalon-sur-Saône…) mais était fortement contesté par la population locale. D'un coût de 200 à 300 millions d'euros, le projet n'a pas été soutenu par l'État qui ne souhaitait pas investir sur cet axe. À la suite de cette décision, le département de Saône-et-Loire a suspendu en 2004 ce projet. Le conseil général de la Loire a donc décidé d'abandonner le projet de liaison entre Roanne et Paray-le-Monial et de relancer les études sur la liaison Roanne et Charlieu pour un coût de 70 millions d'euros. Une déclaration d'utilité publique est toujours programmée pour 2010.[Passage à actualiser]